# Diapalpus
Diapalpus is een geslacht van vlinders van de familie spinners (Lasiocampidae).

## Soorten
- D. axiologa Hering, 1932
- D. congregarius Strand, 1913
- D. griseus Hering, 1941